# Poa arctica
Poa arctica — вид трав'янистих рослин родини тонконогові (Poaceae). Поширені в арктичних і північних альпійських частинах Північної Америки та Євразії.

## Опис
Багаторічник. Кореневища подовжені. Стебла циліндричні, гладкі, 20–60 см завдовжки; жилаві. Листові пластини шириною 1–2.5 мм, зелені або сірувато-зелені, голі. Суцвіття — відкриті, ланцетні або яйцеподібні волоті 4–15 см завдовжки, містять кілька колосків. Родючі колоски містять 2–3 родючі квітки. Колоски яйцеподібні, стислі з боків, 5–8 мм завдовжки.

## Поширення
Цей арктично-альпійський вид поширений у Північній Америці (Ґренландія, Канада, Аляска й сх.-гір. США) та Євразії (Росія, Фінляндія, Ісландія [сумнівно], Норвегія [вкл. Шпіцберген, Ян-Маєн], Швеція).

## Галерея

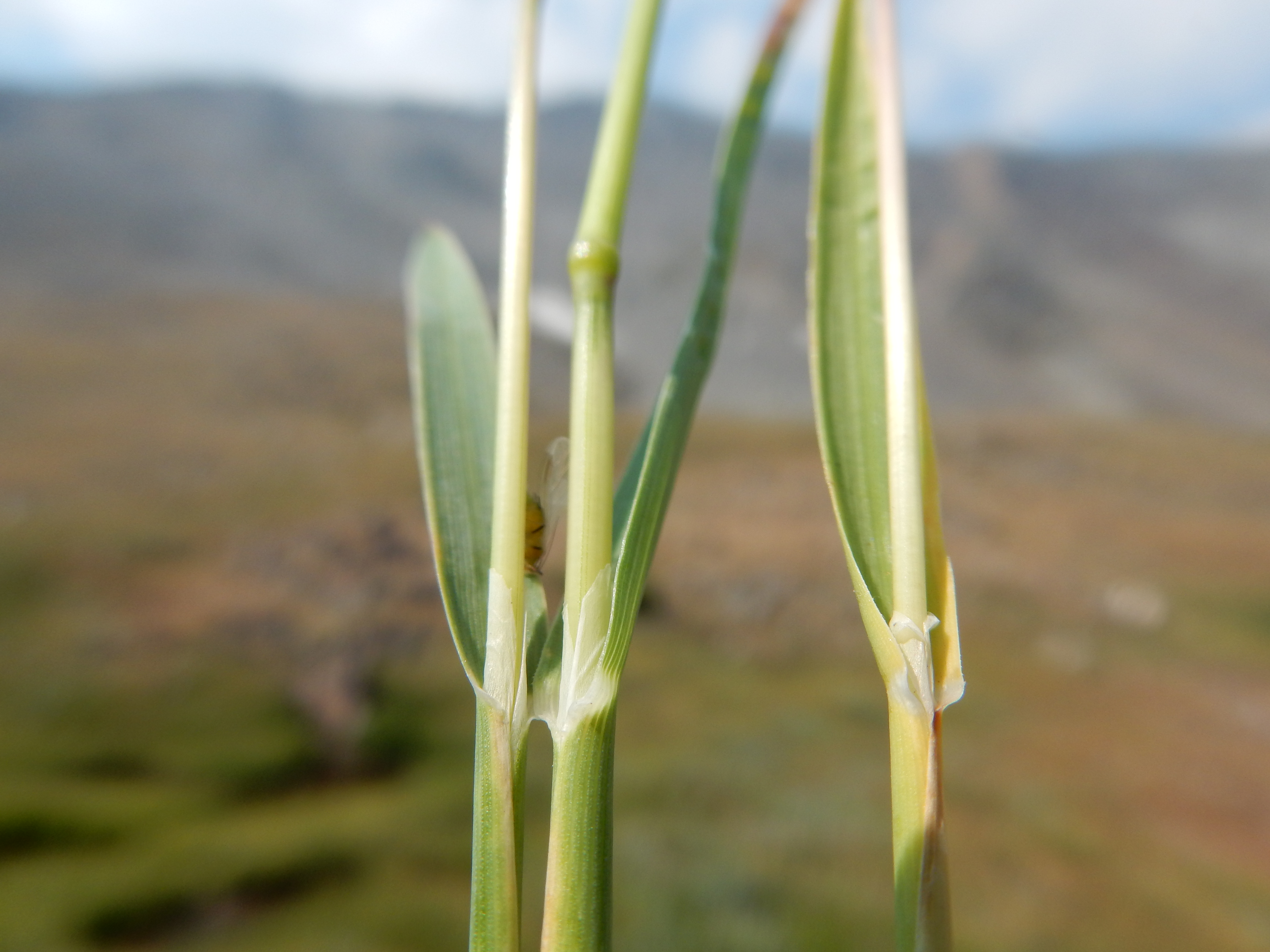
листя й лігула
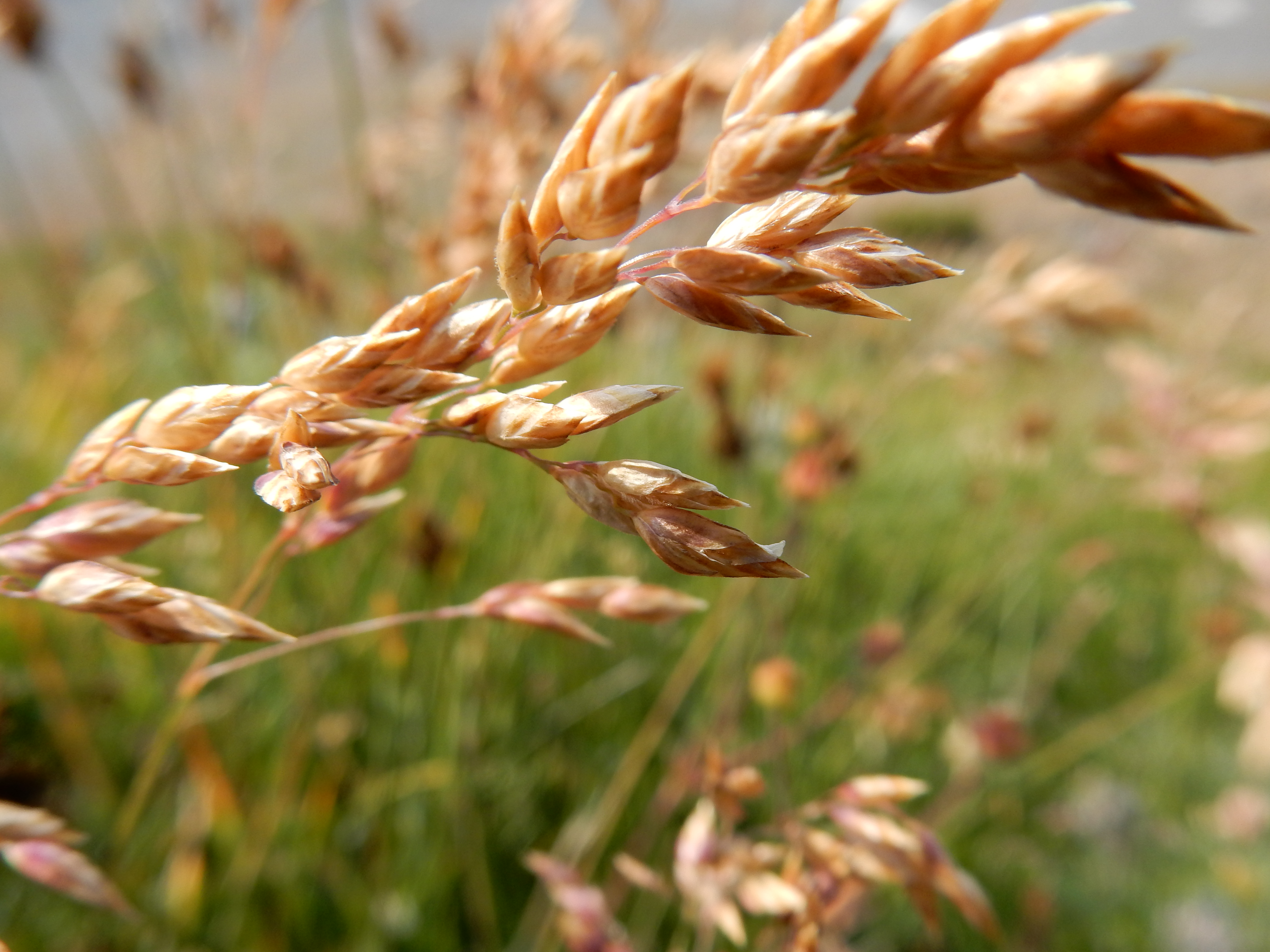
волоть
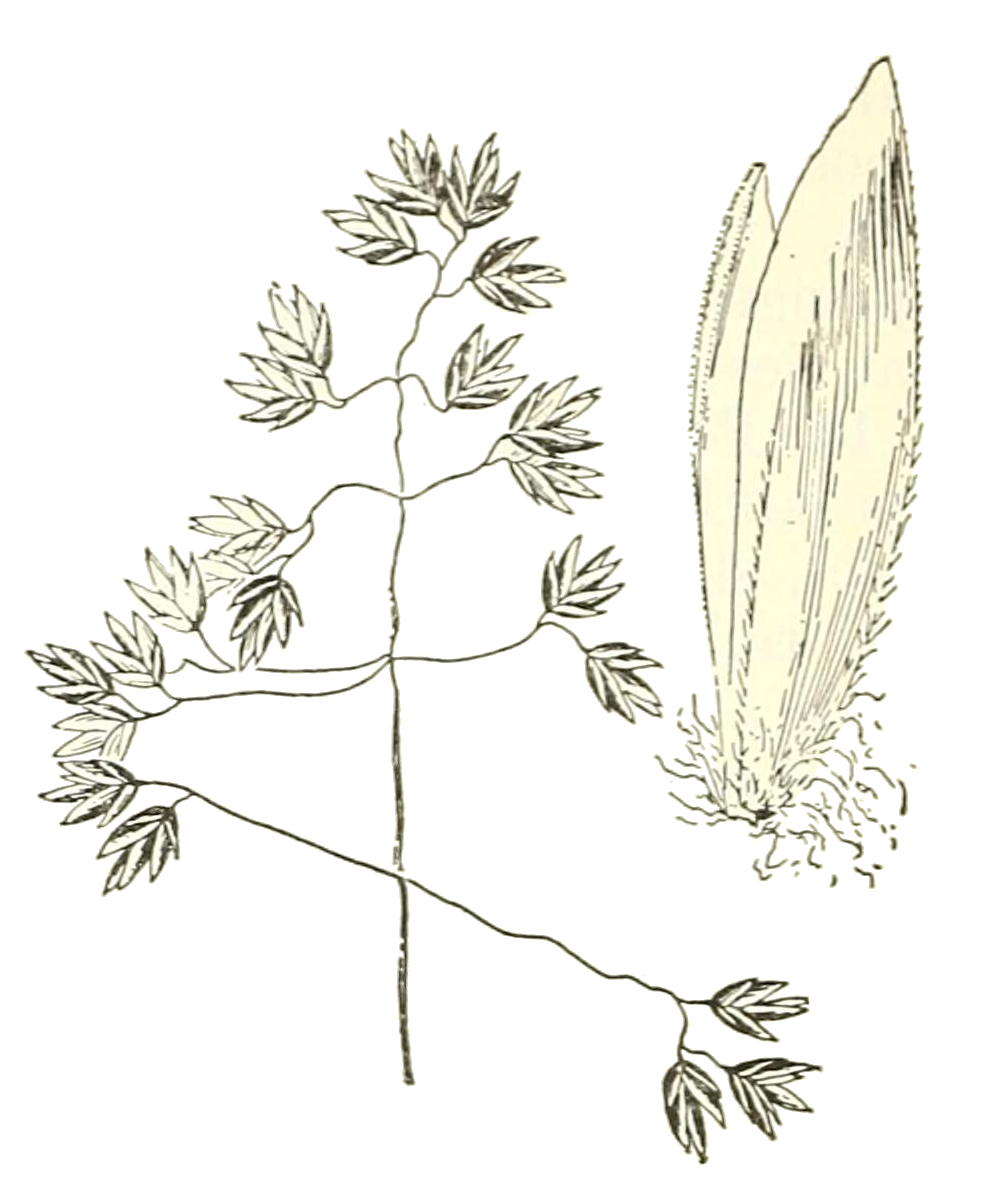
ілюстрація